# Monarchianisme
Het monarchianisme, van het Griekse: μόνος, mónos, enig, alleen en ἄρχειν, árchein, heersen, is een verzamelnaam voor verschillende vormen van geloof, die ook als doctrine of ketterij kunnen worden afgedaan, waarin de eenheid van God, monarchiam tenemus, net zoals in het unitarisme ten koste van de Heilige Drie-eenheid wordt benadrukt.
Het monarchianisme is in reactie op het heidens polytheïsme, op het veelgodendom ontstaan, de gnostiek mat de emanatietheorie, die stelde dat uit God vele eeuwige wezens zijn voortgekomen en het dualistische leer van Marcion van Sinope, het marcionisme, waarin wordt gesteld dat de God uit het Oude Testament en het Nieuwe Testament twee verschillende goden waren. Hij sloeg daarin naar de mening van de toen net gestichte kerk door, door de gelijkwaardige goddelijkheid van de Vader, Zoon en Heilige Geest als onderscheiden Personen te ontkennen.
Het sabellianisme of modalisme gerekend, dat de Vader, Zoon en Heilige Geest als drie verschijningsvormen of toneelrollen van één Persoon beschouwt, en ook het adoptianisme, dat stelt dat de Christus een door God geadopteerd schepsel is, waarin de goddelijke kracht op bijzondere wijze werkte, worden tot het monarchianisme gerekend.